# Indochine, sur les traces d’une mère
Pour plus de détails, voir Fiche technique et Distribution.
Indochine, sur les traces d’une mère est un  documentaire franco-béninois réalisé par Idrissou Mora Kpai et sorti en 2010.

## Synopsis
Entre 1946 et 1954, pendant la guerre d'Indochine, plus de 60 000 soldats d’Afrique furent engagés en Extrême-Orient contre le Viet Minh. Là-bas, des liens se créent entre des Vietnamiennes et des soldats africains. Des enfants naissent. Certains d’entre eux sont laissés à leur mère, d’autres sont emmenés en Afrique. À partir de l’histoire de Christophe, un Africasien de 58 ans, Idrissou Mora Kpai raconte l’histoire de ces enfants métissés mais aussi les combats contre nature qui opposaient Africains colonisés et Vietnamiens luttant pour leur indépendance.

## Fiche technique
- Réalisation : Idrissou Mora Kpai
- Production : Jeanette Jouili, Idrissou Mora Kpai
- Scénario : Idrissou Mora Kpai
- Image : Jacques Besse
- Montage : Rodolphe Molla Agnès Contensou
- Son : Lardia Tchiombiano
- Musique : Wasis Diop

## Distinctions
- Fespaco 2011